# Тахт-и-Сулайман
Тахт-и-Сулайман (на персийски تخت سلیمان: Трон на Соломон) е археологически обект в Западен Азербейджан, Иран.
Той се намира между Урмия и Хамадан, в близост до град Такаб и на 400 км западно от Техеран. През епохата на сасанидите е бил център на град Шиз, а по време на монголския илханат е бил познат под името Сатурик.

## География
Разположен в котловина и заобиколен от земеделски земи, комплексът Тахт-и-Сулайман заема площ от 7,44 км2 и включва останките на Дворец, Храм на огъня, Храм на четирите арки, Светилище и Западен Иуан. По-късно по времето на сасанидите е укрепен със защитна стена. Подобно на други археологически обекти в Иран и тук структурата на сградите е силно повлияна от развитието на ислямската архитектура. Комплексът включва още езеро с отвесни каменни стени, достигащи дълбочина 40 м и с диаметър 100 м. На 3 км. от Тахт-и-Сулайман се намира „Затворът на Соломон“ (Zendan-E Soleyman), дълбок 100 м. кратер, в който според легенда цар Соломон хвърлял пленените от него чудовища.

## История
Природна особеност на района впечатлила древните асирийци. Те почитали земните стихии и възприемали огъня и водата за тяхно божествено проявление. Наличието на вулкани и захранвани от термални извори езера на територията на Тахт-и-Сулайман станало първопричина за основаването на комплекса.
Тахт-и-Сулайман е религиозна светиня не само за асирийците, но и за по-късно заселилите го последователи на зороастризма. Огънят, свещен символ на Ахура Мазда продължил да гори в Храма на комплекса. Според една теория тримата маги (влъхви), тръгнали от Иран за да оттадат почит на Исус във Витлеем са били именно зороастрийски жреци.
Под управлението на цар Ардашир I (227 – 241), основател на Сасанидското царство, зороастризмът станал официална религия на територията на днешен Иран, а Тахт-и-Сулайман се превърна в главен свещен център на новото царство. Цар Хосров I (531 – 579) обновил комплекса като главно място на религиозно поклонение и основал околния град Шиз. По негово време е построен и Пътят за процесии, започващ от северната Главна порта и стигащ до Храма на огъня. След коронясването си в столицата Ктесифон сасанидските царе задължително трябвало да минат по него, за да получат божествената си власт при олтара на царския огън.
През 642 г. Тахт-и-Сулайман е изоставен, а Сасанидската държава е завладяна от Арабския халифат.
Арабите разрушавали всичко зороастрийско или персийско, считано за противоречащо на исляма. За да се избегнат това, персите променели имената на много обекти и паметници и по този начин ги спасили от унищожение.
За кратко, по времето на Абака хан (1234 – 1282), правнук на Чингис хан, комплексът е частично реконструиран от монголците и възвръща старият си блясък под името Сатурик.

## Археологически разкопки
Тахт-и-Сулайман е открит отново за света през 1819 г. Първото проучване е направено през 1937 г. от американската изследователска група AU Pope. В периодите между 1959 – 1966 и 1968 – 1975 г. обектът е основно проучен от Германския археологически институт. При направените разкопки са открити следи от окупация датирани към 5 век пр.н.е., по времето на Ахеменидската династия, както и по-късни партски селища и цитадела, Намерени са монети от царуването на сасанидските царе и на византийския император Теодосий II. На 3 юли 2003 г. Тахт-и-Сулайман е включен в списъка на световното културно наследство на ЮНЕСКО.